# زنلداق
زُنُلْدَاق (بالتركية: ) مدينة تركية على البحر الأسود بنيت سنة 1849 للميلاد حوالي ميناء يجلب إليه فحم هرقلية غيرَ بعيدٍ منها، والنسبة إليها زُنُلْدَاقِيّ، وأهلها نحو مئة ألف، وهي مركز قضاء زنلداق وعاصمة الولاية التي سميت بها. وهي بلد جد مسعود أوزيل لاعبِ كرة القدم.
يسكنها 104,276 نسمة.

## توأمة
لزونغولداق اتفاقيات توأمة مع كل من:
- كاستروب راوكسل
- برينديزي

## أعلام
- عزت محمد باشا
- مراد بوز
- إرغون بينبي
- سيهون يازار
- فيوليت برلين